# Universitat de Letònia
Universitat de Letònia (en letó: Latvijas Universitāte) és una Universitat situada a Riga, Letònia. Fundada el 1919, la Univeritat de Letònia és la més gran Universitat als Estats Bàltics.

## Història
La Universitat de Letònia va ser fundada el 28 de setembre de 1919 sobre la base de l'antic Col·legi politècnic de Riga (fundat el 1862). El primer rector de la universitat fou el químic Paul Walden. El 1923, aquesta escola va rebre el nom -avui dia reanomenat- de Universitat de Letònia.
En el període entre 1919 i 1940, la Universitat de Letònia va ser el més gran centre d'educació superior, ciència i cultura a Letònia. L'antic edifici del Politécnic al Boulevard Raina 19, serveix encara avui dia per a l'edifici principal de la Universitat.
Als anys anteriors a la guerra, va ser possible obtenir formació acadèmica no solament de la Universitat de Letònia, sinó també al Conservatori de Letònia i l'Acadèmia de les Arts. Al transcurs del temps, aquests centres d'ensenyament superior com la Universitat Agrícola de Letònia, Acadèmia de Medicina de Letònia, Universitat Tècnica de Riga es van separar de la Universitat de Letònia i es van convertir en coneguts centres d'educació i recerca.
Recuperada la independència de Letònia, el Consell Suprem de la República de Letònia va confirmar la Constitució de la Universitat de Letònia el 18 de setembre de 1991. Va afirmar que l'escola superior és «un establiment estatal d'educació acadèmica, la ciència i la cultura que atengui les necessitats de Letònia i el poble». Juntament amb la Constitució, la bandera, l'himne, emblema de la Universitat, i la roba oficial per al rector, vicerector i degans van ser renovellats com a atributs de la Universitat de Letònia.

## Inscripció
La Universitat de Letònia ofereix nivells de pregrau, postgraus i doctorats d'estudi. El gener de 2008 més de 23.000 alumnes, incloent estudiants de doctorat i intercanvi, s'havien inscrit en diversos programes d'estudi. Quasi un terç d'ells va estudiar en programes relacionats amb l'economia i negocis.

## Organització
Està constituïda per 13 facultats.
1. Facultat de Biologia;
2. Facultat de Química;
3. Facultat de Física i Matemàtica;
4. Facultat d'Economia;
5. Facultat d'Educació i Psicologia;
6. Facultat de Geografia i Ciències Naturals;
7. Facultat d'Història i Filosofia;
8. Facultat de Dret;
9. Facultat de Medicina;
10. Facultat d'Humanitats;
11. Facultat de Ciències Socials;
12. Facultat de Teologia;
13. Facultat de Computació.